# فطر أجيلو
فطر أجيلو (الاسم العلمي: Ajellomyces)، جنس فطور مجهرية من فرقة فطريات زقية،يتبع فصيلة فطريات أجيلو. يشتمل الجنس على نوعين، لهما انتشار واسع النطاق، وخاصة في المناطق الاستوائية. النوع Ajellomyces capsulatus من مسببات لداء النوسجات. يشار إلى هذا النوع عادةً باسم نوسجة مغمدة Histoplasma capsulatum، مع التسمية Ajellomyces capsulatus التي تشير إلى المرحلة التامة من الفطريات الزقية